# ユフヴィ
ユフヴィ（エストニア語: Jõhvi、ロシア語: Йыхви、ドイツ語: Jewe（イェーヴェ））は、エストニアの町でイダ＝ヴィル県の県都。ユフヴィ教区の行政の中心でもある。ロシア国境から50kmに位置する。
ソ連時代に移り住んだロシア人とその子孫が人口の58%を占めるため、エストニア人は少数派である。

## 歴史
デンマーク支配下の1241年に行われた国勢調査の記録に、村としての記載がある。かつては Gewi や Jewi とも表記された。13世紀に建てられた教会が、後に地元の教区の中核となった。
1938年5月1日、コンスタンティン・パッツがエストニアの町名をエストニア名に改めると、イェーヴェはユフヴィに改称された。1991年まではコフトラ＝ヤルヴェの一地区だった。2005年、ユフヴィ町はユフヴィ教区と合併した。

## 姉妹都市
- Loimaa、フィンランド 1997年
- ウッデヴァラ、スウェーデン 1997年
- キンギセップ、ロシア 1999年
- Thisted、デンマーク 2000年
- シーエン、ノルウェー 2003年
- Olecko、ポーランド 2006年

## ギャラリー

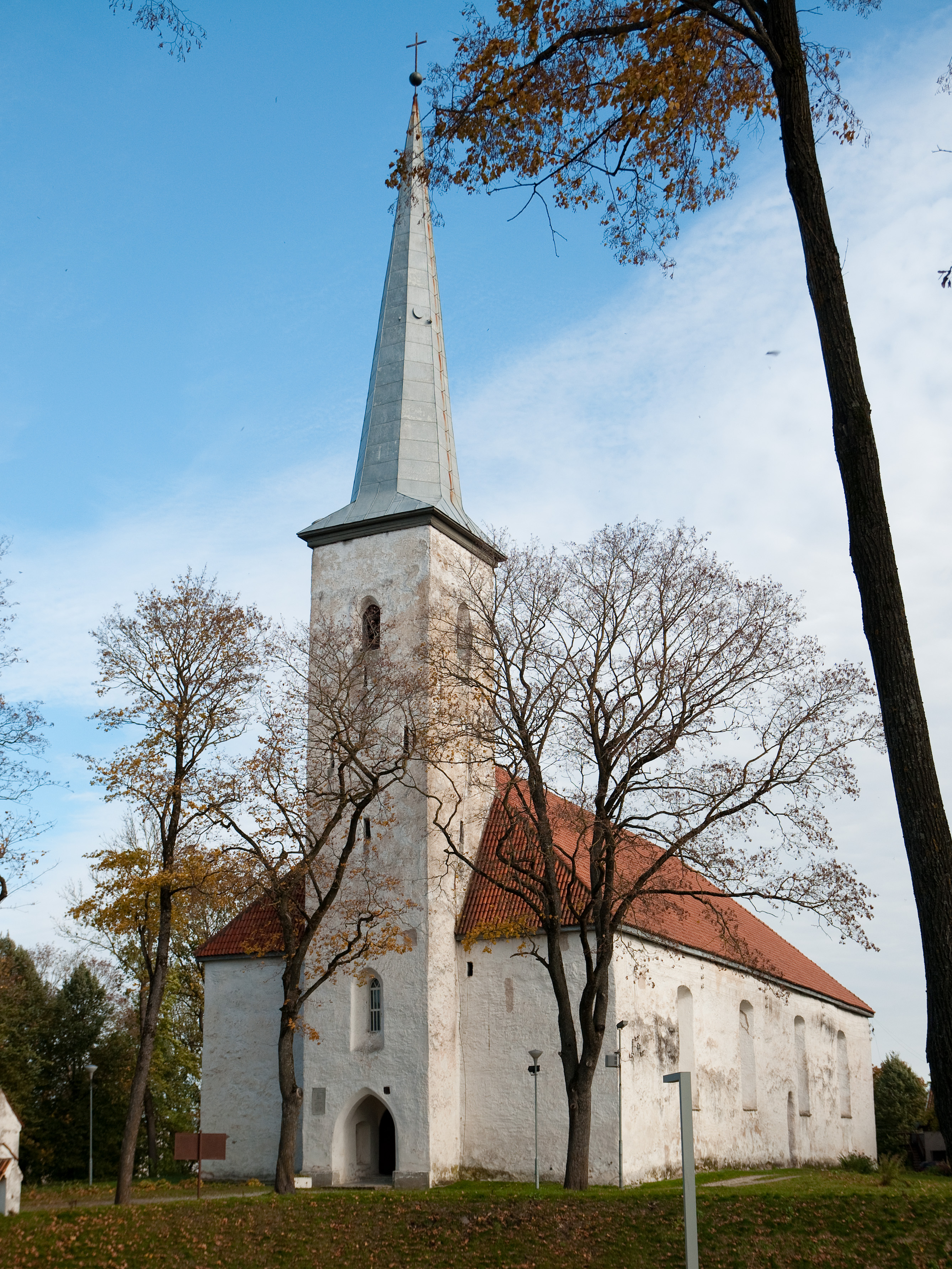
ユフヴィ教会
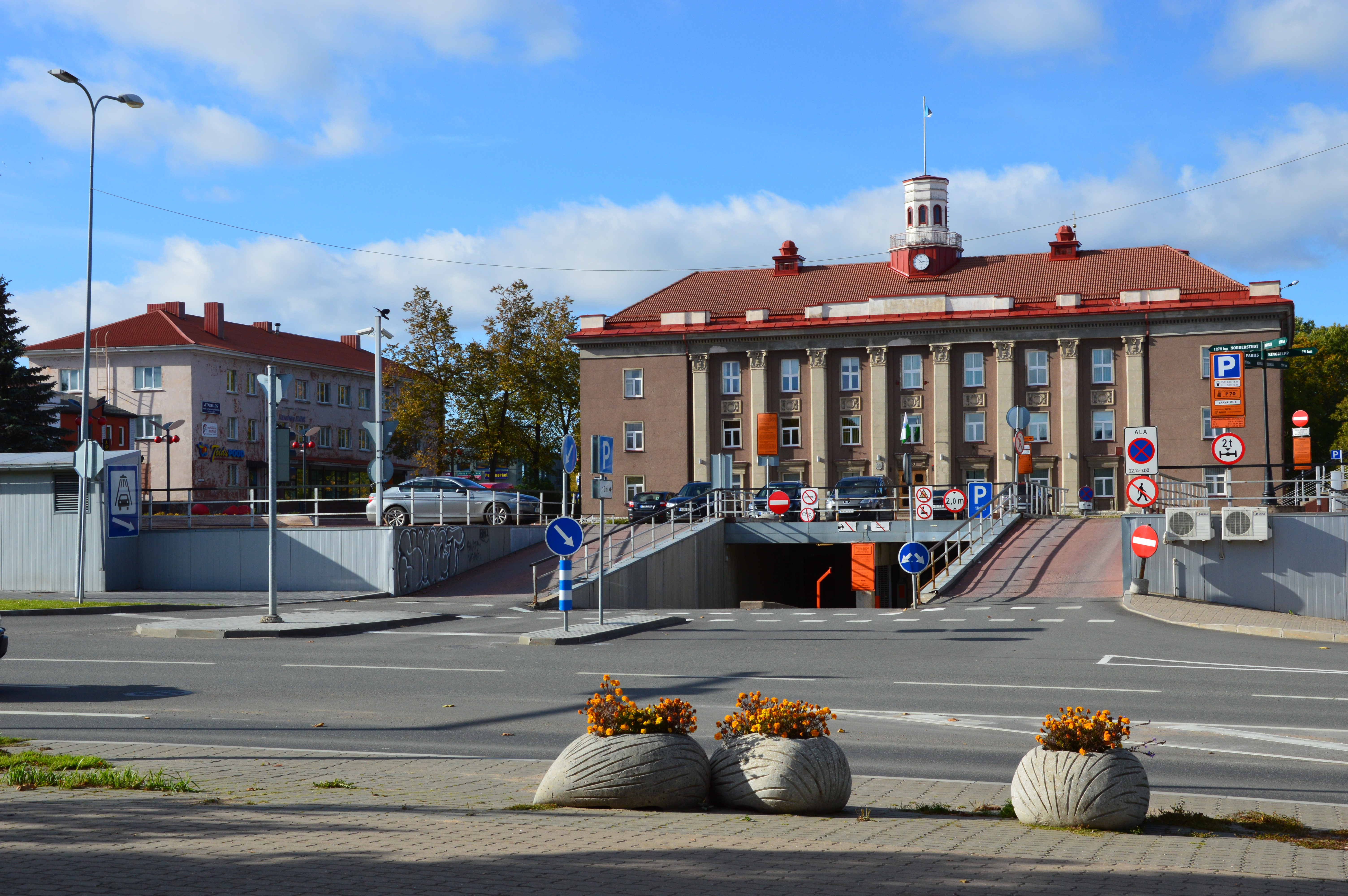
夜の中央広場
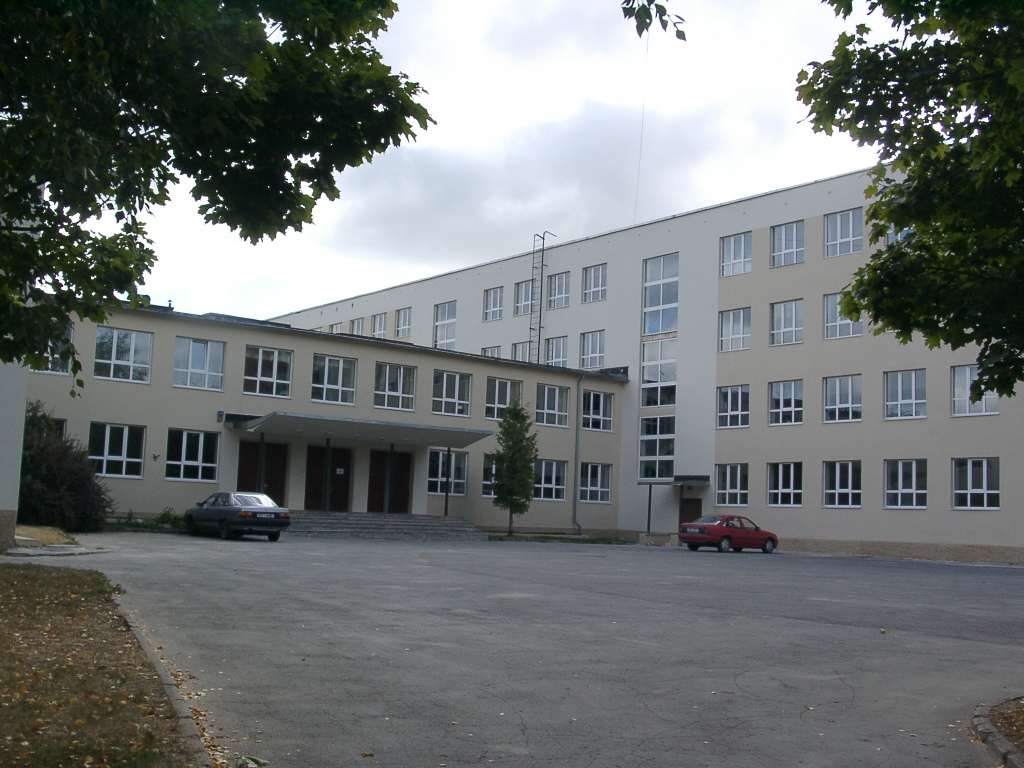
ギムナジウム